# Iozefina Păuleț
Iozefina Păuleț (ur. 19 lutego 1989 w Jassach) – rumuńska szachistka, reprezentantka Holandii od 2012, arcymistrzyni od 2008 roku.

## Kariera szachowa
Wielokrotnie reprezentowała Rumunię na mistrzostwach świata i Europy juniorów, największy sukces odnosząc w 2001 r. w Kallithei, gdzie zdobyła tytuł mistrzyni Europy juniorek do 12 lat. W następnym roku zdobyła w Nowym Sadzie złoty medal na ME juniorek do 14 lat w szachach szybkich. Kolejny sukces odniosła w 2006 r. w Hercegu Novim, zajmując II m. (za Anną Gasik) w ME juniorek do 18 lat. Była również dwukrotną medalistką drużynowych mistrzostw Europy juniorek do 18 lat: złotą (Subotica 2007) oraz srebrną (Balatonlelle 2006).
W 2008 i 2010 r. zdobyła srebrne, a w 2009 – brązowy medal indywidualnych mistrzostw Rumunii kobiet. W 2007 r. zadebiutowała w narodowym zespole na drużynowych mistrzostwach Europy, natomiast w 2008 r. wystąpiła na szachowej olimpiadzie w Dreźnie.
Normy na tytuł arcymistrzyni wypełniła w Predealu (2007, otwarte mistrzostwa Rumunii), Salonikach (2008) oraz na olimpiadzie w Dreźnie (2008).
Najwyższy ranking w dotychczasowej karierze osiągnęła 1 kwietnia 2009 r., z wynikiem 2322 punktów zajmowała wówczas 4. miejsce wśród rumuńskich szachistek.